# Lophopoeum saronotum
Lophopoeum saronotum là một loài bọ cánh cứng trong họ Cerambycidae.